# Cantone di Méréville
Il Cantone di Méréville era una divisione amministrativa dell'arrondissement di Étampes.
A seguito della riforma approvata con decreto del 24 febbraio 2014, che ha avuto attuazione dopo le elezioni dipartimentali del 2015, è stato soppresso.

## Composizione
Comprendeva i comuni di:
- Abbéville-la-Rivière
- Angerville
- Arrancourt
- Blandy
- Bois-Herpin
- Boissy-la-Rivière
- Brouy
- Chalou-Moulineux
- Champmotteux
- Congerville-Thionville
- Estouches
- Fontaine-la-Rivière
- Guillerval
- La Forêt-Sainte-Croix
- Marolles-en-Beauce
- Méréville
- Mespuits
- Monnerville
- Pussay
- Roinvilliers
- Saclas
- Saint-Cyr-la-Rivière